# Michele Lenzi
Michele Lenzi (Bagnoli Irpino, 7 luglio 1834 – Bagnoli Irpino, 26 giugno 1886) è stato un pittore italiano.
Nacque e risiedette a Bagnoli Irpino in provincia di Avellino. Dipingeva a olio, acquarello e pastelli ed era prolifico nelle mostre. È uno dei pittori ad emergere come discepolo della Scuola di Posillipo. Molte delle sue opere sono esposte presso la Pinacoteca Comunale del suo paese natale, di cui è stato consigliere comunale dal 1870 - 1871 e sindaco dal 1878 al 1886. Era un caro amico del pittore Achille Martelli.

Nel 1877 a Napoli espose La farfalla attorno al lume; Un ospizio sull'altopiano Laceno; e alcune maioliche dipinte. A Torino nel 1880: Un ponte sul Cadore presso Bagnoli Irpino; Costume di Bagnoli; Costume di Calabria; e Effetto di luna. Tra le sue altre opere troviamo i dipinti su: I rudimenti della calzetta; Costume della Terra di Iavoro; Animali; e Donne della Campania.
Morì colpito da un infarto nella sua casa natale a Bagnoli Irpino il 26 giugno 1886 e venne sepolto nel cimitero del paese.